# Tierskoł
Tierskoł (ros. Терскол) – osada w południowej Rosji, w Kabardo-Bałkarii, położona w górnej części doliny Baksanu, na terenie północnego Kaukazu. 

## Charakterystyka
Tierskoł znajduje się w południowo-zachodniej części rejonu elbruskiego u podnóża Elbrusu. Dzięki infrastrukturze narciarskiej jest jednym z najbardziej znanych ośrodków sportów zimowych w Rosji. W 2010 r. Tierskoł zamieszkiwało 1138 osób. Bezwzględną większość (ponad 75%) stanowili
Bałkarzy, niewiele ponad 11% Rosjanie, niecałe 8% Kabardyjczycy.
W górnej części doliny Baksan na wysokości
około 2365 m n.p.m. znajduje się polana Azau.
Pod nazwą Tierskoł kryją się także okoliczne: rzeka, wodospad, dolina oraz spływający z południowo-wschodniej części Elbrusu lodowiec. Wpisuje się to w popularną w regionie tendencję nazewniczą.